# Маршаль, Морван
Морван Маршаль (фр. Morvan Marchal; также известен как Морис Маршаль; 31 июля 1900, Витре, Иль-э-Вилен — 13 августа 1963, Париж) — архитектор и видный член бретонского национального движения. Наиболее известен как автор дизайна национального флага Бретани.

## Ранние годы
В 1918 году присоединился к Бретонскому регионалистскому союзу (Union Régionaliste Bretonne).
В 1923 году разработал национальный флаг Бретани Gwenn ha du («Черное и белое»).
Художник, поэт и иллюстратор, участвовал во многих бретонских изданиях, политических и интеллектуальных. Принадлежал к «Seiz Breur», группе бретонских художников.
Маршаль принял участие в создании Бретонской сепаратистской партии (PAB) на первом съезде Breiz Atao, состоявшемся в сентябре 1927 года в Роспордене. Он был членом руководящего комитета партии. В постоянном конфликте с пронацистским националистом Олье Мордрелем он в конце концов порвал с Breiz Atao.

## Деятельность во время Второй мировой войны
Во время войны Маршаль не был напрямую связан с пронацистской деятельностью Мордреля и его последователей. Однако его группа Kredenn Geltiek Hollvedel издавала неоязыческий друидический журнал Nemeton, одной из целей которого было осуждение католического влияния в Бретани во имя предполагаемого арийского (индоевропейского) культурного братства, связывавшего нордическую «новую Европу» с кельтской прародиной в Германии.

## Послевоенное время
После Освобождения Франции Маршаль страдал от ассоциации бретонского национализма с коллаборационизмом.
Он покинул Бретань, чтобы жить в Париже, где работал установщиком газа. Продолжал сотрудничать с некоторыми журналами, такими как Le Symbolisme Мариуса Лепажа.
Он умер в нищете в 1963 году в общей комнате больницы Ларибуазьер.
В его честь названа улица района Пультьер на северо-востоке Витре.
Морван Маршаль был похоронен в Париже в 1963 году и перезахоронен в семейном склепе в Шатожироне, недалеко от Ренна в Бретани, 24 января 1997 года.